# Jamamoto Cunetomo
Jamamoto Cunetomo, (japonsko 山本常朝, Yamamoto Tsunetomo), budistično meniško ime  Jamamoto Džočo, japonski samuraj, budistični menih in bušido teoretik, * 11. junij 1659, gospostvo Saga (danes provinca Hizen), Japonska, 30. november 1719, Saga.
Poznan je po avtorstvu samurajskega kodeksa »Hagakure« (japonsko 葉隠, prevedeno kot »Prekrit pod listjem«), napisanega med letoma 1710 in 1716 v obdobju Edu, ko že več kot sto let na Japonskem ni bilo razen manjših podeželskih uporov večjih vojaških spopadov. Bušido kodeks »Hagakure« sestavlja zbirka več kot 1300 napisanih spominov, anekdot, lekcij, komentarjev, izrekov in napotkov. V spominih se osredotoča predvsem na pomembne dogodke članov daimjo klana Nabešima z gospostva Saga, kakor tudi širše dogodke vezane na brezpogojno vazalno privrženost samuraja njegovemu gospodarju. Cunetomo ni bil v vojni službi, niti ni bil mečevalec v dvobojih, pač pa je služil kot čuvar gospodarjevih knjig.  
»Hagakure« na novo ovrednoti družbeno vlogo in dolžnosti samuraja v tem mirnem obdobju, ko je bilo angažiranje večjih vojska nepotrebno, kakor tudi kritično ovrednoti pretekle prakse samurajskega kodeksa, npr. obred sepuku po gospodarjevi smrti, vlogo budizma v samurajevem izpolnjevanju dolžnosti, o primernosti maščevanja, ipd.

## Služenjedaimjuklana Nabešima
Leta 1659, ko je bil rojen Cunetomo, je šogunat Tokugava zagotavljal stabilen politični mir že več kot 60 let. V teh desetletjih letih so reforme samuraje strogo ločile od kmetov in jih prestavile bližje dvora lokalnih vojskovodij, od koder so jih lažje nadzorovali. Cunetomo je bil poslednji otrok v družini z dvema sinovoma in štirimi hčerami. Svojo slabotno telesno konstitucijo je pripisoval očetovi čezmerni starosti, ki je bil ob njegovem rojstvu star že okoli 70 let. Kljub temu je oče svoja sinova vzgajal v strogem duhu bušida, ki je na prvo mesto postavljal brezpogojno vdanost gospodarju. Po smrti očeta, v starosti 11 let, je skrb zanj prevzel okoli 20 let starejši nečak, ki je nadaljeval vzgojo v očetovi smeri. V službo svojemu gospodarju Nabešimi Micušigeju je bil pozvan star 9 let, sprva zgolj kot družabnik v igri njegovemu sinu. Ker je bil Micušige naklonjen japonski poeziji vaka, prav tako pa se je za to zvrst tradicionalne poezije v otroštvu zanimal že Cunetomo, je Micušige napotil mladega Cunetoma za pomočnika knjižnice na dvoru.
Med delom se je seznanil s prakticiranjem zen budizma, prav tako pa tudi konfucijanskega učenja, ki je postavljalo v ospredje vdano služenje gospodarju. Ko je skrbnik knjižnice storil sepuku, s katerim je prevzel odgovornost za požar v knjžnici, je bil za nekaj časa Cunetomo razrešen dolžnosti služenja gospodarju, a že kmalu ponovno pozvan nazaj.

## Gospodarjeva smrt in pomenišenje
Po daljši bolezni je gospodar Micušige leta 1700 umrl. Kljub temu, da je šogunat leta 1663 zakonsko prepovedal običaj džunši, t. j. sledenju služabnikov-samurajev gospodarju v smrt, se je v nekaterih od prestolnice Edo (sodobni Tokio) bolj oddaljenih provincah ta običaj še vedno prakticiral navkljub šogunovi prepovedi. Kakorkoli že, tudi gospodar Micušige je nasprotoval običaju, po katerem bi moral Cunetomo, vključno z ostalimi služabniki, narediti samomor. Cunetomo je upošteval gospodarjevo željo in izbral meniško budistično življenje ter se umaknil v osamo v gore nedaleč od dvora. Nekaj let kasneje se mu je pridružil mladi samuraj, prav tako služabnik hiše Nabešima Taširo Curamoto, ki je v letih med 1710 in 1716 po Cunetomovem nareku zapisal spomine na obdobja služenja hiši Nabešima, kot tudi polpretekle dogodke iz širše okolice, ki so postali znani kot delo pod naslovom »Hagakure«.

## FilozofijaHagakureja
Vdanost, ki jo Cunetomo skozi besedilo izkazuje gospodarju, in brezpogojna fevdalno-vazalna zacementiranost družbenih odnosov mogoče sodobnega bralca odbijata. Zato pa so toliko bolj zanimiva Cunetomova razmišljanja o smrti. Izpolnjevanje poti bušido pomeni zanj isto kot umreti. Svetuje nam, da v trenutku, ko izbiramo med življenjem in smrtjo, naj hitro izberemo smrt. A ta misel, ki prežema celotni kodeks bušido, ni niti morbidna niti nihilistična. Preprosto vodi v moralni napotek, da se v smrtni nevarnosti vsaka skrb za življenje prej konča s smrtjo, kot pa v stanju, ko je bojevnik pripravljen umreti in sprejema smrt kot nujnost. Le z odpovedjo svojega življenja lahko samuraj pravilno in vdano služi svojemu gospodarju. 
Tudi v razmišljanju o času primernem za maščevanje (ne razmišlja o nemoralnosti maščevanja) daje prednost čim hitrejšemu maščevanju brez dolgega načrtovanja in skrivanja ne glede na končni uspeh ali neuspeh. Zato obsoja maščevanje 47-ih roninov, ki so leta 1703 po enoletnem skrivnem načrtovanju maščevali krivično smrt svojega gospodarja, čeprav je bila javnost temu dejanju naklonjena.
V predgovoru k hrvaškem prevodu angleške priredbe dela »Hagakure« so naštete zanimive razlike med samurajema Jamamotom Cunetomom, ki je živel mirnem obdobju, in Mijamoto Musašijem (1584 - 1645), ki je živel v nemirnem obdobju Sengoku med sabo vojskujočih se klanov. Musašiju ni pomembna pripravljenost na smrt, pač pa zmaga v borbi. Če je bil Cunetomo vazalno vezan na klan Nagešima, Musaši ni bil vazalno vezan na nikogar. Iz tega razloga je Musaši tudi bolj pragmatičen (pomembna sta mu slava in zmaga), medtem ko je Cunetomo bližje tradicionalni etiki.

## Vplivi
»Hagakure« je vse do začetka dvajsetega stoletja bil v hrambi in rabi zgolj kot rokopis znotraj klana Nabešima. Zato se pojavlja tudi več različic, ki pa ne povzročajo večjih odstopanj v interpretaciji. Šele v tridesetih letih 20. stoletja je postalo delo širše znano. Gotovo je, da je militarizacija Japonske pred in med 2. svetovno vojno sledila izročilu bušida ohranjenega v tem delu. Kolikor ne gre za stereotip, pa lahko podobno trdimo tudi za izkazovanje pripadnosti japonskega uslužbenca podjetju.